# Parafia św. Benedykta w Warszawie
Parafia Świętego Benedykta Patrona Europy w Warszawie – parafia rzymskokatolicka należąca do dekanatu anińskiego, diecezji warszawsko-praskiej, metropolii warszawskiej Kościoła katolickiego, w Warszawie. Obsługiwana przez księży diecezjalnych.
Parafia została erygowana w 2002.